# Naturdenkmal Scham-Maulbeerbaum

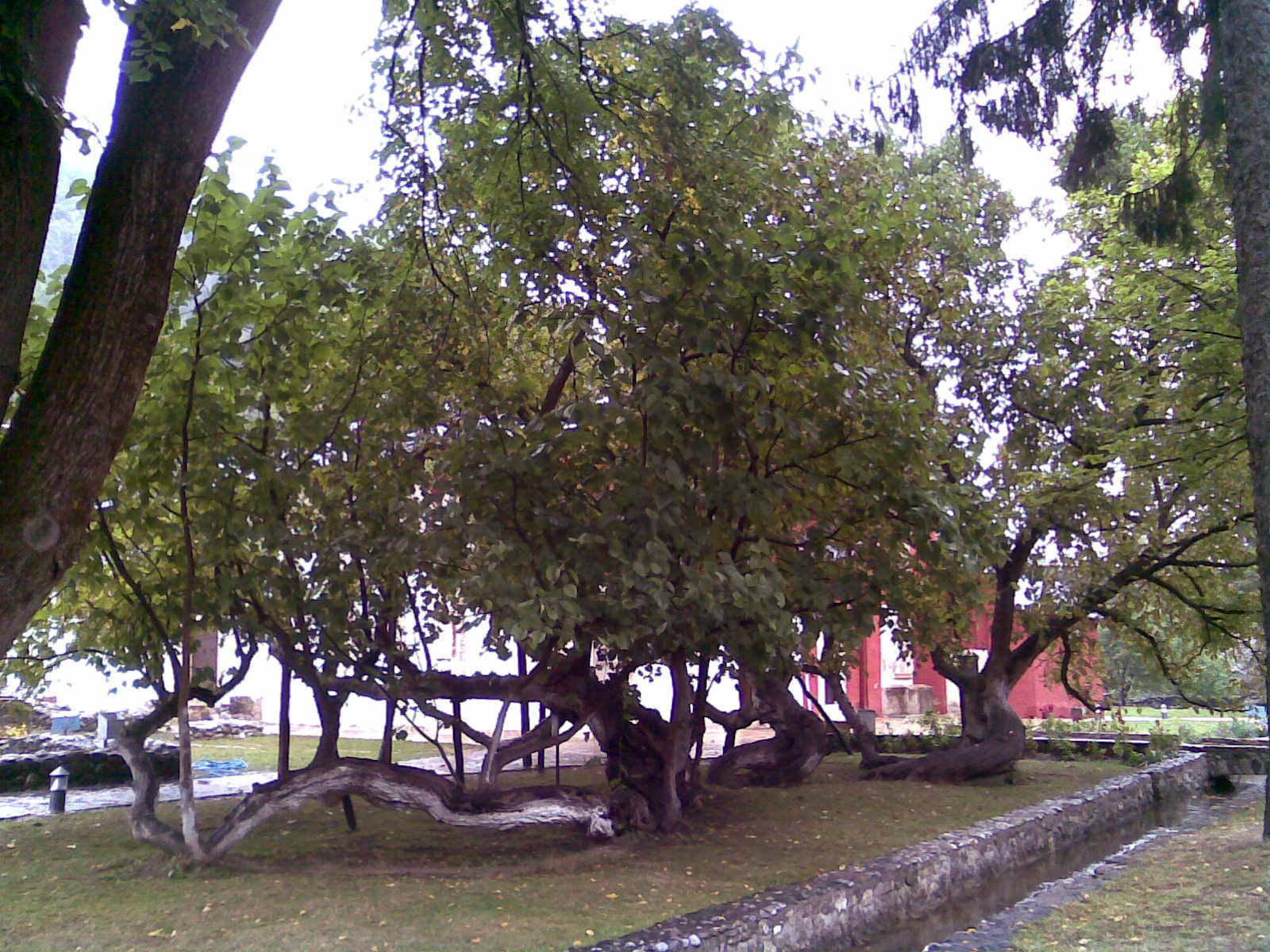
Der Scham-Maulbeerbaum im Innenhof des Klosters

Das Naturdenkmal Scham-Maulbeerbaum (albanisch Mani Sham, serbisch Шам-дуд Šam-dud) ist ein gesetzlich geschützter Schwarzer Maulbeerbaum (Morus nigra), der sich im Innenhof des Patriarchenklosters zu Peć im Kosovo befindet. Der Baum wird seit 1957 als Naturdenkmal geführt.

## Geschichte
Die Baumhöhe beträgt mehr als acht Meter und das Alter des Baumes wird auf ca. 750 Jahre geschätzt. 

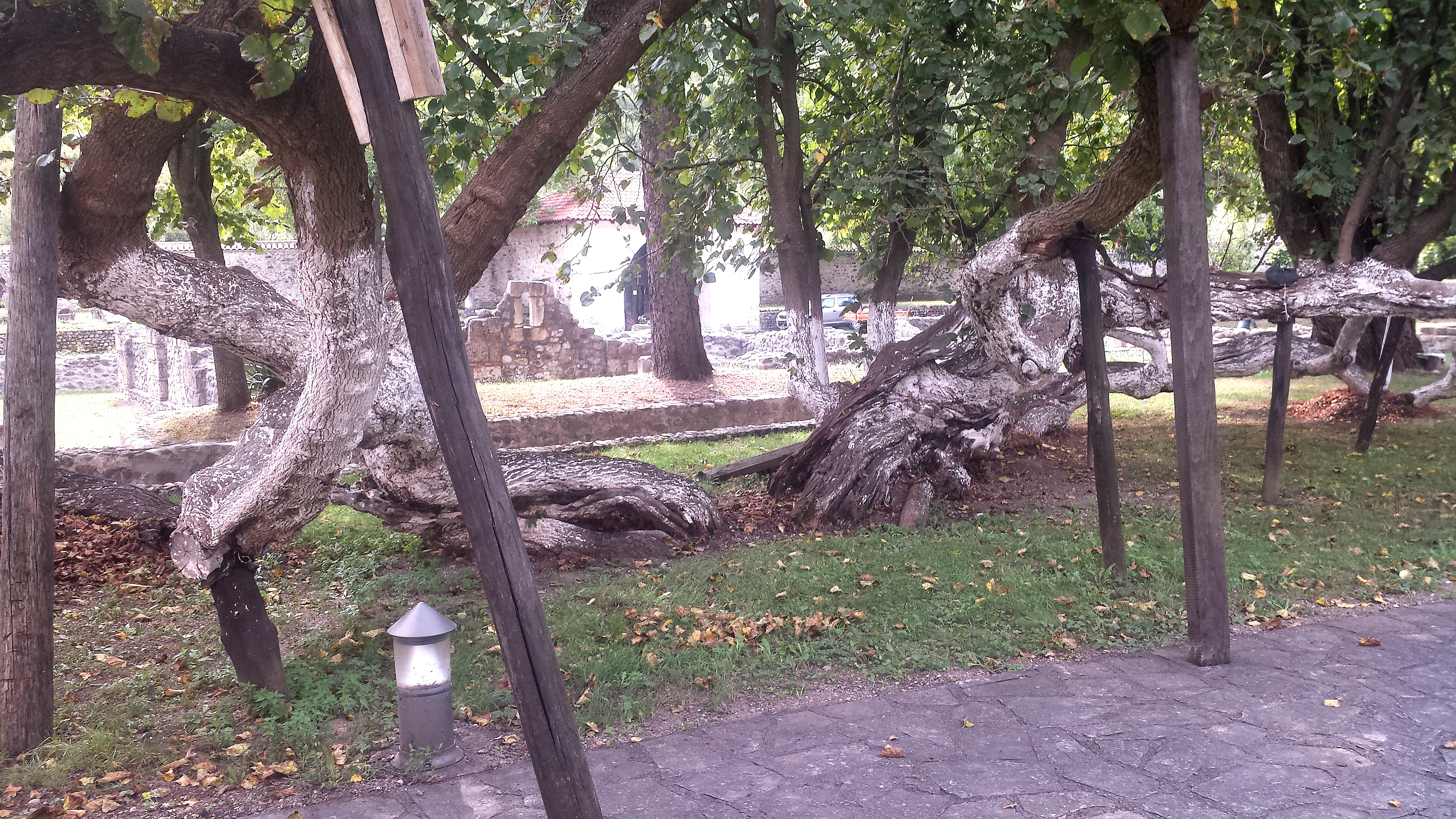
Die zwei gespaltenen Äste des Baums

Mitte des 20. Jahrhunderts schlug während eines Unwetters ein Blitz in den Baum ein und teilte ihn in zwei Hälften. Bei dem Blitzeinschlag brachen zwei Äste ab und fielen auf den Boden. Diese beiden Äste schlugen Wurzeln und aus ihnen wuchsen zwei Setzlinge. Die Spaltung des Maulbeerbaums wurde jedoch bereits 1938 in eine Zeitung erwähnt: Der entgegengerichtete Wuchs der Setzlinge nach Osten und nach Westen werde als Symbol der geteilten Christenheit gedeutet.

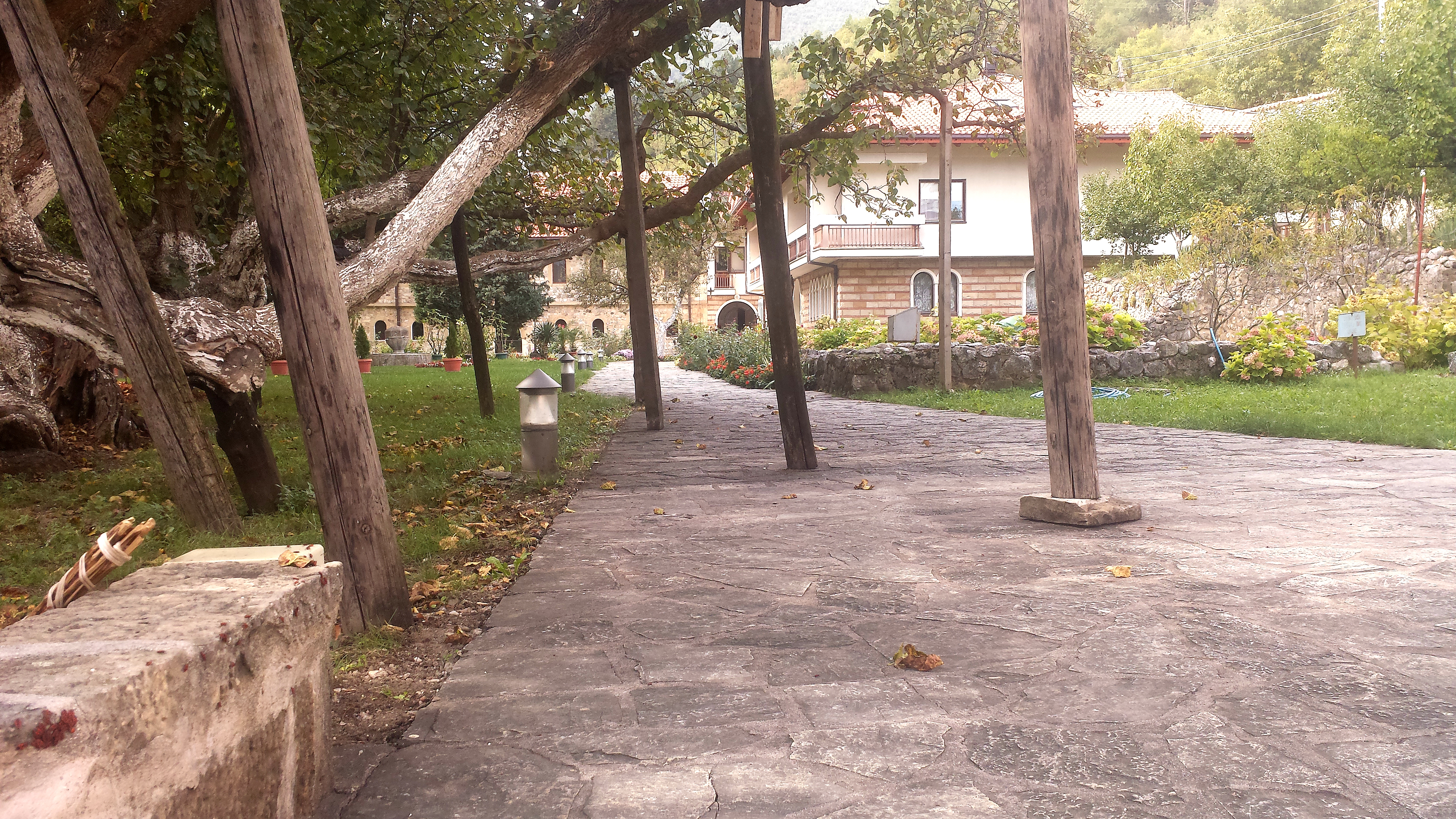
Der Klosterhof mit Stützen für Äste des Baums

Der Scham-Maulbeerbaum ist der älteste bekannte Baum seiner Art. Der Baum ist nach wie vor gesund und trägt Früchte. 

## Legende
Nach der Überlieferung pflanzte Sava II., der Neffe des heiligen Sava, den Baum Mitte des 13. Jahrhunderts. Den Samen brachte er aus der Provinz Shām im heutigen Syrien, daher auch der Name Scham-Maulbeerbaum. Es wird vermutet, dass im Schatten des Maulbeerbaumes Arsenius Csernovich im Jahre 1690 die Versammlung einberief, in welcher die serbische Wanderbewegung in die Vojvodina beschlossen wurde.

## Beschluss des Naturdenkmalschutzes
Die Unterschutzstellung geht auf das  Jahr 1957 zurück.
1995 wurde die Einstufung als Naturdenkmal per Beschluss 02 Nr. 21/148 – Verwaltungsbezirk Peja (Amtlicher Beschluss der Republik Serbien Nr. 16/1995) erneuert. 